# یگان ۳۸۰۰
یگان ۳۸۰۰، یک یگان تخصصی در حزب‌الله لبنان است که در سال ۲۰۰۳ به درخواست نیروی قدس سپاه پاسداران انقلاب اسلامی، تأسیس شد و مأموریت اصلی آن، حمایت از گروه‌های شبه‌نظامی شیعه عراقی، به‌ویژه در طول و پس از حمله آمریکا به عراق است. این یگان، مسئول آموزش و کمک به شبه‌نظامیان شیعه در عراق و یمن است. یگان ۳۸۰۰ که تحت نظر شورای جهاد حزب‌الله، فعالیت می‌کند، نقش محوری در گسترش نفوذ جمهوری اسلامی ایران از طریق جنگ نیابتی در سراسر خاورمیانه، ایفا کرده است.

## خاستگاه‌ها و اهداف
پس از حمله آمریکا به عراق در سال ۲۰۰۳، حزب‌الله لبنان، به عنوان نیروی نیابتی جمهوری اسلامی ایران، یگان ۳۸۰۰ را تشکیل داد و عوامل نخبه حزب‌الله را برای آموزش جنگجویان محلی، به عراق، فرستاد. مأموریت اصلی این یگان، آموزش و تجهیز شبه‌نظامیان شیعه عراقی، مانند جیش المهدی، عصائب اهل حق و کتائب حزب‌الله، و افزایش توانایی‌های آن‌ها در جنگ چریکی، آدم‌ربایی و استفاده از بمب‌های دست‌ساز پیشرفته بود. برخی از شبه‌نظامیان عراقی نیز آموزش‌های پیشرفته‌ای را در لبنان دریافت کردند. سپس این یگان، بر عملیات انجام‌شده علیه نیروهای آمریکایی و ائتلاف، نظارت داشت و به گروه‌هایی مانند سازمان بدر، سرایا خراسانی و جیش المهدی، کمک‌های مالی، تسلیحاتی و لجستیکی، ارائه می‌داد.

## گسترش به یمن
پس از خروج نیروهای آمریکایی از عراق، یگان ۳۸۰۰، عملیات خود را به یمن، گسترش داد و به آموزش و پشتیبانی از جنبش حوثی‌ها پرداخت. مشارکت این یگان، شامل انتقال سلاح‌های پیشرفته و ایجاد برنامه‌های آموزشی برای افزایش قابلیت‌های نظامی حوثی‌ها بود.

## رهبری
یگان ۳۸۰۰، توسط چهره‌های ارشد حزب‌الله با تجربه گسترده در عملیات منطقه‌ای، رهبری شده است. نکته قابل‌توجه این است که خلیل یوسف حرب، یک عامل باسابقه، با سابقه هماهنگی فعالیت‌های حزب‌الله در خاورمیانه، به عنوان یکی از رهبران کلیدی این یگان، شناخته شده است. او در سال ۲۰۱۲، به رهبری یگان ۳۸۰۰ منصوب شد و توانایی‌ها و روابط عملیاتی آن را با گروه‌های شبه‌نظامی ایرانی و دیگر گروه‌های منطقه‌ای تقویت کرد.

## تأثیر و اهمیت
یگان ۳۸۰۰، به‌طور قابل‌توجهی در تبدیل حزب‌الله به یک بازیگر فراملی که قادر به اعمال قدرت فراتر از لبنان است، نقش داشته است. این یگان با آموزش و تجهیز شبه‌نظامیان متحد، جمهوری اسلامی ایران را قادر ساخته است تا شبکه‌ای از نیروهای نیابتی را که در خدمت منافع استراتژیک آن در سراسر منطقه هستند، حفظ کند.